# Јеврем Божовић
 Јеврем Божовић (Мајдан, 14. јул 1848 — Београд, 29. септембар 1919) био је српски глумац.

## Биографија
Каријеру је започео је у путујућој позоришној дружини Лазе Поповића 1870. године у Темишвару. Од 4. септембра 1872. до 28. јуна 1876. био је члан Српског народног позориште, а затим, кратко време, поново у једној путујућој глумачкој трупи. Од 10. маја 1877. до смрти, с једним краћим прекидом, најпре је привремени а затим редован члан Народног позориште у Београду. Од октобра 1887. није наступао на сцени, већ обављао послове надзорника позорнице.
Године 1910. прославио је 40-огодишњицу глумачког рада улогом Маринка у Ђиду. Глумац скромних способности, веома савестан и предан позиву, тумачио је у Српском народном позоришту у Новом Саду епизодне улоге карактерног фаха и тзв. типичаре. Његов сирови народски говор опредељивао га је доцније претежно на роле у домаћим комадима из народног живота.
Пописано је да је има улоге у 456 различитих представа Српског народног позоришта у Новом Саду и Народног позоришта у Београду, а неке од њих су : Други сељак (Вампир и чизмар), Мерикур (Добросрећница), Меркадо (Дон Карлос), Нижи официр (Женски рат), Живко (Зидање Раванице), Краљ француски (Краљ Лир), Дворанић (Сеоска простота), Послужитељ (Френолог), Кум (Циганин), Баумгартен (Виљем Тел), Цигански арамбаша (Звонар Богородичине цркве), Берген (Министар и свилар), Сима (Роб), Андрија (Три брачне заповести), Петар Пат (Кин), Дунвертон (Марија Тјудорова), Аћим (Марина царица), Фридрих (Муж на селу), Лафитбег (Српске Цвети), Тугоуховски (Ко зна много, много и пати), Потишон (Стари каплар), Миша (Тера опозицију), Морн (Црни доктор), Станко (Школски надзорник).
Глумио је у филму Живот и дела бесмртног вожда Карађорђа пет различитих ликова, укључујући Карађорђевог оца и Милоша Обреновића.